# Hôtel de Pigenat
L'hôtel de Pigenat (ou de Foresta, ou de Bresc) est un hôtel particulier situé à Aix-en-Provence, au 17, rue du Quatre-Septembre. 

## Histoire
Ce petit hôtel du milieu du XVIIe siècle appartient d'abord aux Pigenat, puis aux Foresta de 1811 à 1852. Acheté peu après par Louis de Bresc, il reste dans cette famille jusqu'au lendemain de la Première Guerre mondiale et est alors revendu à la famille de Foresta.
Le monument fait l'objet d'une inscription partielle au titre des monuments historiques depuis 1929.